# George Beamish
George „Geordie“ Beamish (* 24. Oktober 1996 in Havelock North) ist ein neuseeländischer Leichtathlet, der im Mittel- und Langstreckenlauf sowie im Hindernislauf an den Start geht. 2024 wurde er Hallenweltmeister im 1500-Meter-Lauf.

## Sportliche Laufbahn
George Beamish studierte ab 2016 an der Northern Arizona University in den Vereinigten Staaten und wurde 2019 NCAA-College-Hallenmeister im Meilenlauf. 2022 startete er im 3000-Meter-Lauf bei den Hallenweltmeisterschaften in Belgrad und belegte dort in 7:46,91 min den zehnten Platz. Im Juli schied er bei den Weltmeisterschaften in Eugene mit 13:36,86 min in der Vorrunde über 5000 Meter aus und gelangte anschließend bei den Commonwealth Games in Birmingham mit 13:21,71 min auf Rang sechs. Im Jahr darauf fokussierte er sich auf den Hindernislauf und stellte im Juli beim Herculis mit 8:13,26 min einen neuen Ozeanienrekord auf. Anschließend belegte bei den Weltmeisterschaften in Budapest mit 8:13,46 min im Finale den fünften Platz. Anschließend wurde er in 8:14,01 min Dritter beim Prefontaine Classic. 2024 startete er über 1500 Meter bei den Hallenweltmeisterschaften in Glasgow und siegte dort überraschend in 3:36,54 min. Im Juli stellte er beim Meeting de Paris mit 8:09,67 min einen neuen Ozeanienrekord über 3000 m Hindernis auf und nahm dann über diese Distanz an den Olympischen Sommerspielen in Paris teil und verpasste dort mit 8:25,86 min den Finaleinzug.

## Persönliche Bestzeiten
- 1500 Meter: 3:34,47 min, 25. Mai 2024 in Eugene
  - 1500 Meter: 3:36,54 min, 3. März 2024 in Glasgow
- Meile: 3:49,09 min, 25. Mai 2024 in Eugene
  - Meile (Halle): 3:55,14 min, 6. Februar 2022 in New York City
- 3000 Meter: 7:42,39 min, 31. August 2021 in Rovereto
  - 3000 Meter (Halle): 7:34,88 min, 11. Februar 2024 in New York City (neuseeländischer Rekord)
  - 2 Meilen (Halle): 8:05,73 min, 11. Februar 2024 in New York City (ozeanische Bestleistung)
- 5000 Meter: 13:14,79 min, 10. Juni 2023 in Montesson
  - 5000 Meter (Halle): 13:04,33 min, 26. Januar 2024 in Boston (Ozeanienrekord)
- 3000 m Hindernis: 8:09,64 min, 7. Juli 2024 in Paris (Ozeanienrekord)
- 5-km-Straßenlauf: 13:36 min, 16. April 2022 in Boston (neuseeländischer Rekord)